# The Montrose Avenue
Montrose Avenue war eine britische Musikgruppe, die Ende der 1990er aktiv war. Ihre Musik wird von Last.fm als California harmony sound beschrieben.
Gegründet 1996, veröffentlichte Montrose Avenue ein Album, Thirty Days Out, im Jahr 1998. Drei Singleauskopplungen fanden den Weg in die britische Hitparade, davon eine (Where Do I Stand) in die UK Top 40. 1999 löste sich die Gruppe auf.
Schlagzeuger Matt Everitt hat zuvor bei Menswear gespielt und arbeitet jetzt als Radiomoderator bei 6 Music.